# NGC 7224
NGC 7224 este o galaxie situată în constelația Pegas. A fost descoperită în 6 septembrie 1863 de către Albert Marth.